# Cleveland State University
Uniwersytet Stanowy Cleveland, ang. Cleveland State University (CSU) – uczelnia publiczna w Cleveland, w stanie Ohio, w Stanach Zjednoczonych. Placówka została założona w 1964 roku.
Cleveland State University to wieloprofilowa placówka kształcenia wyższego, która zlokalizowana jest w centrum miasta Cleveland (Ohio) i zajmuje powierzchnię 33 hektarów (83 akry).  
W 1991 roku otwarto ośrodek rekreacyjny CSU Convocation Center, na którego terenie miały się odbywać imprezy sportowe, koncerty oraz inne publiczne wydarzenia.

## Historia
Uczelnia CSU została założona w 1964 roku przy wsparciu władz stanu Ohio. Nowo powstała szkoła miała zapewnić wyższą edukację publiczną dla mieszkańców Cleveland oraz północno-wschodniej części stanu Ohio. W 1965 roku włodarze uniwersytetu zakupili budynki, a także wydział i programy edukacyjne od Fenn College (1929–1964), która była prywatną instytucją z ogólną liczbą studentów na poziomie 2500 osób. We wrześniu 1965 roku na CSU odbyły się pierwsze zajęcia.

## Profil
CSU składa się z siedmiu kolegiów, które oferują uzyskanie stopnia licencjackiego (70 kierunków), dyplomu magistra (27 kierunków), studia podyplomowe (2), doktoranckie (6) oraz prawnicze (2).